# 贝林县 (佐治亚州)
贝林县（英語：Berrien County）是位于美国佐治亚州南部的一个县，面积1,186平方公里，县治纳什维尔。根据2000年美国人口普查，共有人口16,708。
贝林县成立于1856年2月25日。